# Linia kolejowa nr 340
Linia kolejowa nr 340 Mysłakowice – Karpacz (dawniej Kolejka Karkonoska, niem. Riesengebirgsbahn) – jednotorowa, niezelektryfikowana od 1945 roku, linia kolejowa znaczenia miejscowego o długości 7,302 km, łącząca Mysłakowice z Karpaczem.
Linia na całej długości jest położona w województwie dolnośląskim, w powiecie karkonoskim, na obszarze gmin Mysłakowice, Podgórzyn i miasta Karpacz. 

## Historia

### Geneza i budowa linii
Geneza linii wiąże się ze wzniesieniem Śląskiej Kolei Górskiej, łączącej Zgorzelec z Kłodzkiem przez Jelenią Górę i Wałbrzych, a następnie odgałęzienia z Jeleniej Góry do Kowar, które było pierwszą tego typu linią mającą status kolei drugorzędnej. Budowę linii rozpoczęto w 1880; ruch pociągów zainaugurowano 15 maja 1882.
28 czerwca 1892, rok po uchwaleniu przez rząd pruski Ustawy o kolejkach i bocznicach prywatnych, powstał projekt budowy krótkiego, normalnotorowego odgałęzienia z Mysłakowic do Karpacza. Była to pierwsza inicjatywa wzniesienia prywatnej linii kolejowej na terenie Dolnego Śląska po uchwaleniu ustawy o kolejkach. Prace projektowe wykonała spółka Allgemeine Deutsche Kleinbahn-Gesellschaft AG z Berlina. W Berlinie związano spółkę celową o nazwie Kolejka Karkonoska (niem. Riesengebirgsbahn GmbH), która 12 czerwca 1894 uzyskała 70-letnią koncesję na budowę i eksploatację linii Mysłakowice – Karpacz.
Założenia budowy połączenia kolejowego z Karpaczem były następujące:
- budowa linii kolejowej równolegle do rzeki Łomnicy, bez skomplikowanego przebiegu w celu zminimalizowania kosztów budowy;
- budowa peronu Kolejki Karkonoskiej na stacji Mysłakowice;
- budowa przystanku Mysłakowice Orzeł na żądanie Hotelu Zillerthal;
- budowa stacji Miłków, która miała być główną stacją Kolejki Karkonoskiej i posiadać zaplecze techniczne;
- budowa przystanku Brzezie Karkonoskie;
- budowa stacji Karpacz na przedmieściach miasta.

Lokalizacja ostatniej stacji na przedmieściach Karpacza uniemożliwiła w późniejszym czasie przedłużenia linii do Karpacza Górnego. Miało to być spowodowane głównie działaniami karpackiego restauratora, Fritza Exnera, który sprzeciwiał się budowie stacji w południowej części miasta uważając, że wszystkie lokale położone poniżej budynku dworca znalazłyby się w trudnej sytuacji materialnej.
Prace nad budową linii rozpoczęto uroczyście 15 października 1894 w Miłkowie, gdzie udział w uroczystości wzięło około 40 zaproszonych gości. Prace budowlane ułatwiała łagodna zima. Pierwszy odcinek linii otwarto niecały rok po rozpoczęciu budowy. Była to trasa Mysłakowice – Miłków, którą oddano do użytku publicznego 2 czerwca 1895. Przez dwa pierwsze dni z linii skorzystało ok. 3000 osób, dla których uruchomiono 13 par pociągów, obsługiwanych składami z wagonami o powiększonych, „panoramicznych” okanach. Trasę do Karpacza ukończono 29 czerwca 1895, a pierwszy, odświętnie udekorowany pociąg wjechał na końcową stację tego dnia o 17:13.
Otwarcie linii kolejowej do Karpacza doprowadziło do popularyzacji tego miasta, gdzie na przełomie XIX i XX w. wzmógł się ruch turystyczny.

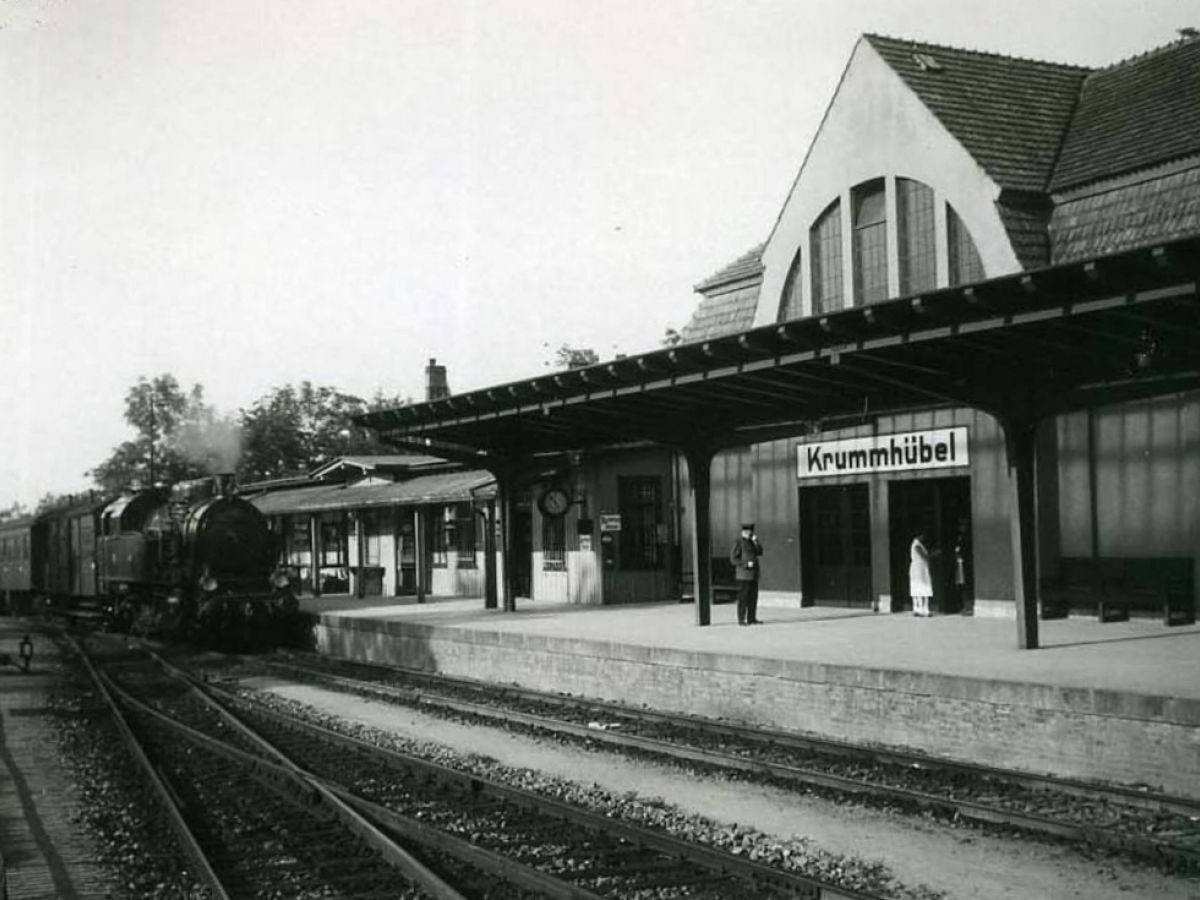
Dworzec w Karpaczu w latach międzywojennych

### Kolejka Karkonoskaw okresie 1895–1945
W 1896 koncesjonariuszem linii została spółka Vereinigte Eisenbahnbau- und Betriebs-Gesellschaft, która eksploatowała szlak przez 20 lat. Po niej linię ponownie obsługiwała spółka Allgemeine Deutsche Kleinbahn-Gesellschaft AG, której koncesję przedłużono na czas nieoznaczony.
Kolej górska w późniejszych latach stała się bardzo dochodowa; w 1909 dochody prawie dwukrotnie przewyższyły wydatki. Dodatkowo stosowano dwukrotnie wyższą niż w kolejach państwowych taryfę oraz nie prowadzono wagonów najtańszej, 4. klasy.
Rejon Karkonoszy nawiedziła 30 lipca 1897 ulewa, w której wyniku wezbrane wody Łomnicy rozmyły tory na odcinku 520 m między Brzeziem Karkonoskim a Karpaczem oraz w rejonie Miłkowa. Na czas odbudowy linii przystosowano przystanek w Brzeziu do funkcji tymczasowej stacji końcowej. Całą linię uruchomiono ponownie 8 listopada 1897, a na uroczystość otwarcia przybył cesarz Wilhelm II Hohenzollern.
Po I wojnie światowej, bezpośrednio przed poprawą koniunktury na przewozy pasażerskie, przeprowadzono prace modernizacyjne. W 1924 r. przy wsparciu gminy rozpoczęto budowę nowego dworca w Karpaczu, który przylegał od południa do starego budynku. Budowę budynku ukończono w 1925.
W związku z elektryfikacją sąsiednich połączeń, zwłaszcza linii Jelenia Góra – Kowary (1932), w 1934 Deutsche Reichsbahn doszła do porozumienia z właścicielami Kolejki Karkonoskiej w sprawie elektryfikacji linii, gdzie Kolej Rzeszy miała eksploatować swój tabor i zapewniać energię elektryczną z elektrowni w Ścinawce Średniej, a Kolejka Karkonoska wybudować sieć trakcyjną i przebudować układ torowy. Wraz z tym podniesiono prędkość szlakową do 40 kilometrów na godzinę i zwiększono dopuszczalny nacisk na oś do 18 ton. Pierwszy planowy pociąg elektryczny na linii pojawił się 29 czerwca 1934. Odcinek Mysłakowice – Karpacz był chronologicznie ostatnią linią zelektryfikowaną przez DRG na terenie Dolnego Śląska.
Podczas II wojny światowej zmniejszyła się liczba pociągów. Zimą 1943/44 doszło do katastrofy kolejowej, gdy pociąg osobowy z Karpacza na skutek oblodzenia układu hamulcowego nie zatrzymał się przy peronie w Mysłakowicach i zamiast tracić prędkość uderzył w kozioł oporowy doprowadzając do wykolejenia. W wyniku tego wypadku 13 osób odniosło obrażenia. W pierwszych miesiącach 1945 zdarzały się przerwy w dostawie prądu, a 8 maja był ostatnim dniem kursowania kolei karkonoskiej w dotychczasowym kształcie.

### Okres powojenny
Linia po II wojnie światowej przeszła pod administrację polską, została znacjonalizowana i włączona w skład Polskich Kolei Państwowych. Stało się to formalnie na mocy art. 2 ustawy z dnia 3 stycznia 1946 o przejęciu na własność Państwa podstawowych gałęzi gospodarki narodowej. Spółka Riesengebirgsbahn-Gesellschaft m.b.H. została ujęta w zarządzeniu z 26 sierpnia 1946, które zawiera pierwszy wykaz przedsiębiorstw podlegających upaństwowieniu.
Po usunięciu uszkodzeń i dostawie energii elektrycznej przewozy wznowiono 1 lipca 1945. Pozostały na miejscu personel niemiecki uruchomił urządzenia zasilające i obsługiwał tabor, natomiast nadzór nad linią sprawowały Polskie Koleje Państwowe. Eksploatacja linii taborem elektrycznym trwała tydzień, gdyż na podstawie porozumienia między Polską a Związkiem Socjalistycznych Republik Radzieckich z 8 lipca 1945 zdemontowano sieć trakcyjną w ramach reparacji wojennych.
W latach 80. XX w. planowano dokonać ponownej elektryfikacji linii do Karpacza. W tym samym okresie, w połowie lat 80., zawieszono ruch towarowy na linii, a także zlikwidowano bocznice.

### Likwidacja przewozów

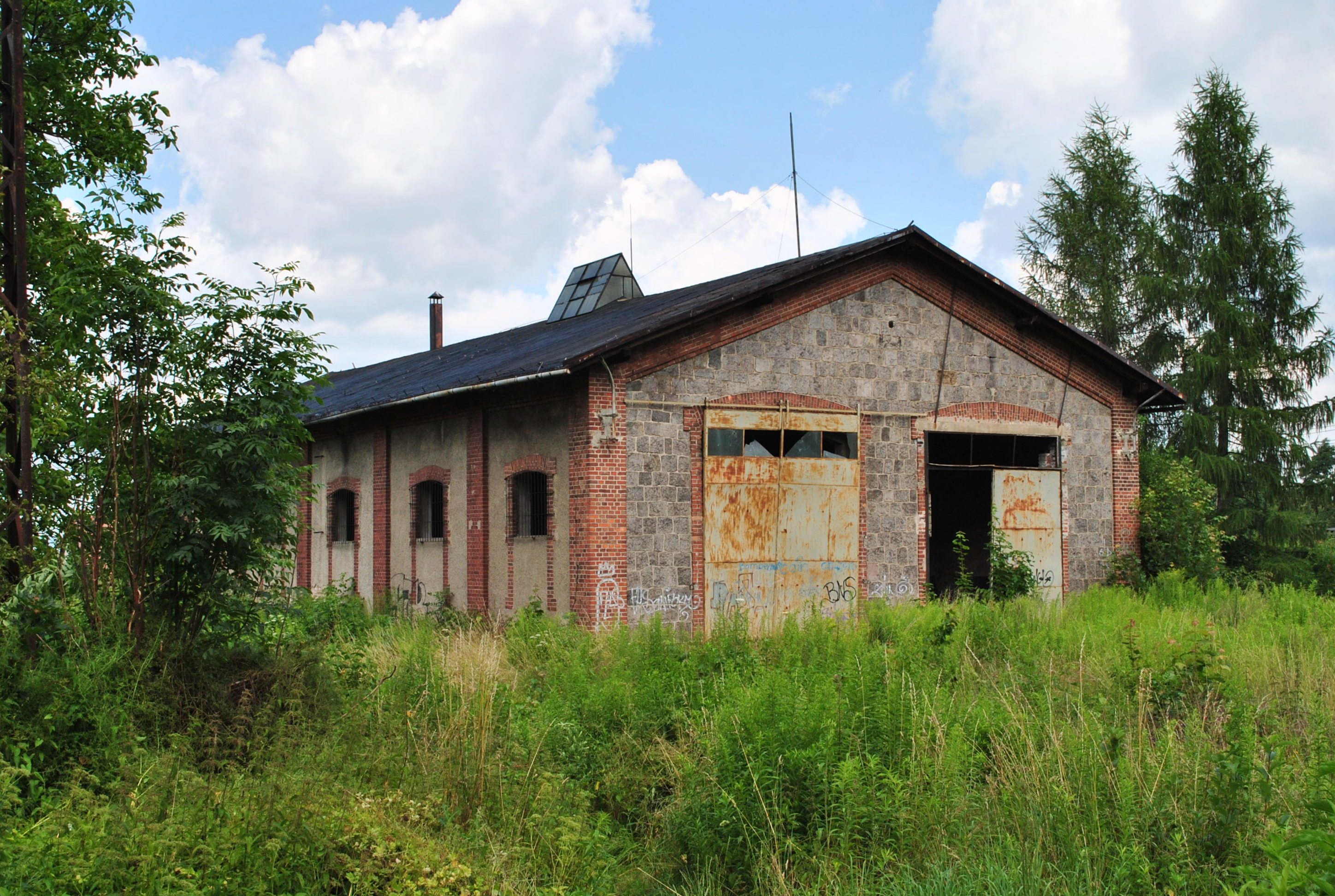
Dawna lokomotywownia w Miłkowie, zburzona w kwietniu 2015

Po transformacji ustrojowej w Polsce w latach 90. XX wieku nastąpił regres w transporcie kolejowym. Podobnie jak w całym kraju, również na obszarze Dolnego Śląska doszło do znacznego ograniczenia sieci oraz połączeń kolejowych. Niewydolne ekonomicznie i niedofinansowane Polskie Koleje Państwowe w kształtowaniu sieci połączeń kierowały się wyłącznie rachunkiem ekonomicznym.
Od 1988 roku na Dolnym Śląsku trwała systematyczna likwidacja ruchu na liniach kolejowych uznanych przez PKP za nierentowne. W odpowiedzi na interpelację posła Andrzeja Otręby z 21 marca 2000 roku Dyrekcja Przewozów Pasażerskich PKP wykazywała pokrycie kosztów funkcjonowania połączeń kolejowych Jelenia Góra – Mysłakowice oraz Mysłakowice – Karpacz na poziomie 18 procent. Zaznaczono wówczas, że połączenia o pokryciu kosztów wpływami poniżej 20 procent, wobec braku innych źródeł finansowania, są przeznaczone do likwidacji.
Z dniem 3 kwietnia 2000 roku Polskie Koleje Państwowe zawiesiły połączenia pasażerskie na 1028,5 km linii kolejowych. Oprócz niedostatecznej rentowności jako przyczynę likwidacji połączeń PKP wskazywały pogłębiającą się niewydolność modelu ograniczonego dotowania kolei wyłącznie z budżetu centralnego i finansowania połączeń pasażerskich przez PKP wpływami z przewozów towarowych.
Połączenia pasażerskie na linii nr 340 odbywały się do 2 kwietnia 2000, kiedy to z Karpacza odjechał ostatni rozkładowy pociąg – nr 22546/47 – prowadzony przez lokomotywę SP42. W późniejszym okresie odbywały się jeszcze przejazdy pociągami specjalnymi. Całkowite zawieszenie ruchu kolejowego na całej trasie nastąpiło zarządzeniem z dnia 23 listopada 2000.
Do zlikwidowania połączeń przyczyniła się nieatrakcyjna lokalizacja stacji Karpacz w strukturze miasta – stosunkowo daleko względem bazy turystycznej, a także brak bieżących remontów infrastruktury (co skutkowało spadkiem prędkości pociągów, pogorszeniem oferty kolejowej, a w konsekwencji spadkiem frekwencji w pociągach do Karpacza) i odpowiedniego, ekonomicznego taboru.
Po likwidacji połączeń miał miejsce szereg inicjatyw dotyczących zagospodarowania linii kolejowej, postulujących głównie reaktywację linii dla ruchu turystycznego bądź jej przebudowę na drogę rowerową. Do roku 2017 udało się tylko zagospodarować budynek dworca w Karpaczu, zmieniając jego funkcję na muzealną.
Pod koniec 2012 grupa pasjonatów kolei rozpoczęła przygotowania do rejestracji stowarzyszenia, które ma na celu ratowanie linii kolejowej 308 i 340 przed całkowitą degradacją. W tym celu od 2013 działało stowarzyszenie Kolej Karkonoska. Jego członkowie wycinali z torów drzewa, regularnie patrolowali szlak i zgłaszali kradzieże oraz prowadzili rozmowy w sprawie reaktywacji z Ministrem Skarbu Państwa.

#### Zastępcza komunikacja autobusowa
25 października 2013 spółka kolejowa Przewozy Regionalne ogłosiła przetarg na świadczenie przewozów autobusowych w zastępstwie kolejowych przewozów pasażerskich (pociągi InterREGIO) w związku z planowanymi pracami modernizacyjnymi sieci kolejowej oraz w związku ze złym stanem technicznym linii kolejowych, a także na trasach uzupełniających sieć połączeń spółki. Wśród linii objętych przetargiem umieszczono odcinek Jelenia Góra – Karpacz jako przewozy autobusowe zastępcze. Połączenia autobusowe InterREGIO Bus Jelenia Góra dworzec PKP – Karpacz Górny były realizowane sezonowo (w ferie zimowe i wakacje) od 27 grudnia 2013. Taryfa kolejowa obowiązywała do przystanku Karpacz dworzec PKP, natomiast dalej – taryfa specjalna przewoźnika autobusowego. Przewozy Regionalne zrezygnowały z połączeń InterREGIO Bus 1 września 2015 roku, w związku z zakończeniem działalności komercyjnej po częściowej renacjonalizacji.

#### Połączenia autobusowe Koleje Dolnośląskie – PKS Jelenia Góra
Na początku 2017 roku władze samorządowych Kolei Dolnośląskich zapowiedziały uruchomienie zastępczej komunikacji autobusowej na liniach, na których pociągi nie mogą kursować ze względu na stan techniczny torów. Wśród projektowanych linii znalazło się połączenie Jelenia Góra – Karpacz. Połączenia miały obsługiwać firmy współpracujące z KD. W opinii prezesa spółki Piotra Rachwalskiego wprowadzenie kolejowej komunikacji autobusowej miało służyć zmobilizowaniu zarządcy infrastruktury do szybszego rozpoczęcia remontu linii lub przekazania jej do należącej do województwa Dolnośląskiej Służby Dróg i Kolei.
15 października 2017 roku Koleje Dolnośląskie wprowadziły ofertę „bilet zintegrowany Karpacz” dla podróżnych korzystających z przesiadek między pociągami KD a autobusami PKS „Tour” linii nr „100” Jelenia Góra Obrońców Pokoju – Karpacz Górny na stacji Jelenia Góra i przystanku autobusowym PKS przy dworcu. Oferta polega na łączonej sprzedaży biletu kolejowego i autobusowego według cen obniżonych względem regularnych cenników, co umożliwia podróż w cenie niższej niż przy zakupie dwóch odrębnych biletów. Rozkład linii nr „100” według stanu na październik 2017 roku PKS zawiera 16 połączeń od poniedziałku do soboty oraz 9 połączeń w niedziele i święta w ciągu całego roku.

### Pod zarządem województwa dolnośląskiego
Pierwsze plany reaktywacji linii przez samorząd województwa dolnośląskiego pojawiły się w 2014. W marcu tego roku samorząd województwa dolnośląskiego poinformował, że mogłoby uruchomić połączenia pasażerskie do Karpacza, jednakże wymaga to rewitalizacji linii przez zarządcę infrastruktury, tj. PKP Polskich Linii Kolejowych, ponieważ władze samorządowe nie mają w planach rewitalizacji linii. Rewitalizacja doprowadziłaby do stanu umożliwiającego kursowanie pociągów z prędkością 60–80 km/h. PKP PLK natomiast nie tylko nie miała planów reaktywacji linii, mimo zainteresowania przewozami przez kilku przewoźników, ale też rozpoczęła procedurę likwidacji tego odcinka.
Pod koniec kwietnia 2014 Zarząd Województwa Dolnośląskiego wystąpił do PKP S.A. z prośba o informacje dotyczące możliwości przejęcia linii kolejowej Jelenia Góra – Mysłakowice – Karpacz przez województwo dolnośląskie. Po udostępnieniu tych danych zostanie opracowana przez władze wojewódzkie analiza dotycząca możliwych do przejęcia linii kolejowych. Ewentualne przejęcie tej linii nie doprowadzi natomiast do jej likwidacji pod budowę ścieżki rowerowej.
W dniu 25 sierpnia 2016 podczas spotkania w ramach Karkonoskich Inicjatyw Obywatelskich w Jeleniej Górze marszałek województwa dolnośląskiego Cezary Przybylski poinformował, iż we wrześniu 2016 sejmik wojewódzki ma podjąć uchwałę na temat przejęcia linii kolejowych z Jeleniej Góry do Karpacza i Kowar z zamiarem ich rewitalizacji i reaktywacji. Szacunkowy koszt przywrócenia linii do ruchu wynosi około 30 milionów złotych z wkładem budżetu państwa lub ze środków unijnych w ramach Regionalnego Programu Operacyjnego na lata 2014–2020.
We wrześniu 2019 r. Urząd Marszałkowski Województwa Dolnośląskiego ogłosił przetarg na wykonanie studium wykonalności odbudowy dla linii.
Ostatecznie 21 czerwca 2021 roku marszałek województwa dolnośląskiego poinformował, że linia kolejowa została przejęta przez województwo. 

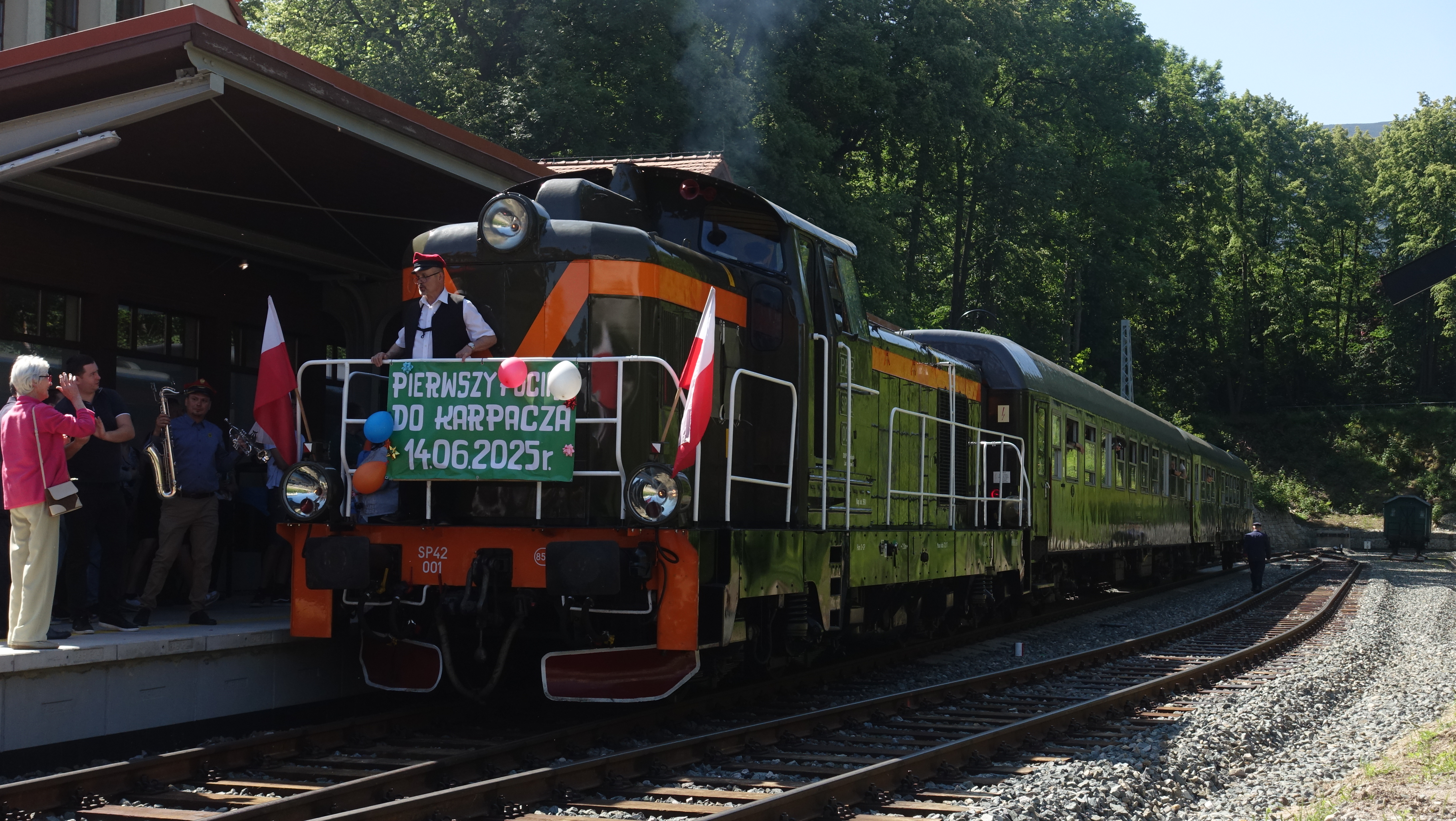
SP42-001 z pierwszym pociągiem specjalnym z pasażerami w Karpaczu po przywróceniu ruchu. Dekoracja na czole nawiązuje do tej z ostatniego pociągu z 2 kwietnia 2000 roku, prowadzonego tą samą lokomotywą.

#### Reaktywacja linii
15 grudnia 2022 roku ogłoszono przetarg na przygotowanie placu budowy pod rewitalizację linii do której w styczniu wpłynęło jedenaście ofert. W marcu rozpoczęto prace budowlane na linii, które miały potrwać do końca 2023 roku.
14 czerwca 2025 do Karpacza przybył pociąg specjalny prowadzony tą samą lokomotywą, która 25 lat wcześniej prowadziła ostatni skład na linii. 15 czerwca 2025 roku przywrócono rozkładowy ruch pociągów do Jeleniej Góry.

## Charakterystyka

### Przebieg
Linia zaczyna się od Mysłakowic na -0,247 km, gdzie dochodzi do linii kolejowej nr 308 na 30,650 km. Linia nr 340 początkowo wiedzie w kierunku południowym, równolegle do linii w kierunku Kowar, gdzie za przystankiem Mysłakowice Orzeł skręca w kierunku południowo-zachodnim. Na dalszym odcinku linia przeprowadzona jest pod lokalną drogą, a za nią przecina rzekę Łomnicę. Różnica wysokości między ładownią Mysłakowice a pierwszym mostem nad Łomnicą wynosi 24 m. Linia za mostem dochodzi do dawnej stacji Miłków. Różnica wysokości między Mysłakowicami a Miłkowem wynosi 48 m, a średnie nachylenie 13‰.
Od przystanku w Miłkowie linia zmienia swój przebieg w kierunku południowym. Za przystankiem na 3,970 km linia przecina drogę wojewódzką nr 366. Na granicy miasta Karpacz, na wysokości szczytu Strzelec linia po raz drugi przecina Łomnicę i dociera do ostatniego posterunku ruchu na linii, stacji Karpacz. Różnica wysokości między dawnymi stacjami Miłków a Karpacz, oddalonymi od siebie o 3,142 km, wynosi 106 m, średnie nachylenie 34‰. Linia kończy się na 7,055 km kozłem oporowym, a różnica wysokości między pierwszym a ostatnim posterunkiem ruchu wynosi 154 m.
Różnica wysokości między ładownią Mysłakowice a przystankiem Karpacz wynosi 154 m, a średnie nachylenie linii 21‰. Linia ta na odcinku Brzezie Karkonoskie – Karpacz jest najbardziej nachyloną linią w Polsce, gdzie na odcinku 1,061 km różnica wysokości wynosi 49 m, a średnie nachylenie tego końcowego fragmentu linii wynosi 46‰
Według podziału fizycznogeograficznego Jerzego Kondrackiego linia została poprowadzona przez Rudawy Janowickie i Karkonosze, równolegle wzdłuż doliny rzeki Łomnicy.

### Stan linii
Po zamknięciu w 2000 roku, cała linia była przejezdna do 2003 roku. Z biegiem czasu stała się ona nieprzejezdna – w kilku miejscach wystąpiły ubytki w torowisku. W latach 2013–2014 członkowie stowarzyszenia Kolej Karkonoska w celu przywrócenia przejezdności linii wykarczowali roślinność (drzewa i krzewy) wzdłuż trasy; do uzyskania pełnej przejezdności należało uzupełnić ubytki szyn oraz odsłonić zalane asfaltem przejazdy kolejowo-drogowe w Mysłakowicach. 
Po przejęciu linii przez samorząd województwa dolnośląskiego, w 2022 roku, linię zaczęto odbudowywać, zaś od 14 czerwca 2025 jest ona ponownie czynna dla ruchu pasażerskiego.

### Infrastruktura
Linia ma długość 7,302 km, jest w całości jednotorowa i zarządzana przez Dolnośląską Służbę Dróg i Kolei. Całkowita długość torów (wraz ze stacyjnymi) wynosiła pierwotnie 9,81 km, zaś do 1945 roku była zelektryfikowana. Nie jest ona wyposażona w urządzenia samoczynnego hamowania pociągów.
Pierwotnie torowisko składało się z szyn typu Vignolesa, ułożonymi na drewnianych podkładach. Ze względu na bardzo duży spadek w kierunku dawnej stacji Miłków, na dawnej stacji Karpacz wybudowano dwa żeberkowe tory ładunkowe, a na stacji Miłków jeden.
Według stanu na 2025 na omawianym odcinku obowiązują następujące prędkości maksymalne i klasy linii:
| Kilometraż | Kilometraż | Klasa | Prędkość | Prędkość | Prędkość |
| od         | do         | Klasa | pas.     | szyn.    | tow.     |
| ---------- | ---------- | ----- | -------- | -------- | -------- |
| 0,289      | 0,359      | –     | 40       | 40       | 0        |
| 0,359      | 1,620      | –     | 60       | 60       | 0        |
| 1,620      | 2,888      | –     | 50       | 50       | 0        |
| 2,888      | 3,612      | –     | 60       | 60       | 0        |
| 3,612      | 4,992      | –     | 80       | 80       | 0        |
| 4,992      | 6,701      | –     | 60       | 60       | 0        |
| 6,701      | 7,052      | –     | 40       | 40       | 0        |

### Stacje węzłowe
| Stacja      | Linia | Kierunek                  | Status |
| ----------- | ----- | ------------------------- | ------ |
| Mysłakowice | 308   | Ogorzelec (Kamienna Góra) | czynna |
| Mysłakowice | 308   | Jelenia Góra              | czynna |

### Punkty eksploatacyjne
| Nazwa                        | km osi | wysokość m n.p.m. | Rodzaj                                                   | L. krawędzi peronowych | Infrastruktura                                                                                              | Zdjęcie |
| ---------------------------- | ------ | ----------------- | -------------------------------------------------------- | ---------------------- | --- | ------- |
| Mysłakowice                  | 0,000  | 390               | ładownia publiczna i przystanek osobowy (dawniej stacja) | 3                      | budynek dworca z magazynem, wc, rampa boczno-czołowa, plac ładunkowy z wagą wozową, waga wagonowa, skrajnik |         |
| Mysłakowice Orzeł            | 1,051  | 408               | przystanek osobowy                                       | 1                      | brak |         |
| Miłków                       | 3,709  | 438               | przystanek osobowy (dawniej stacja)                      | 1                      | budynek dworca z magazynem, wc, rampa, plac ładunkowy, lokomotywownia                                       |         |
| Marysin (zlikw.)             | 4,709  | 460               | bocznica szlakowa                                        | nd.                    | ? |         |
| Brzezie Karkonoskie (zlikw.) | 5,790  | 495               | bocznica szlakowa                                        | nd.                    | ? |         |
| Karpacz                      | 6,851  | 544               | przystanek osobowy (dawniej stacja)                      | 1                      | budynek dworca, magazyn, wc, rampa boczna                                                                   |         |
| [ 6 ] [ 48 ] [ 2 ] [ 44 ]    |        |                   |                                                          |                        | |         |

## Przewozy dawniej
| Przewozy pasażerskie na linii w okresie 1909–1938 | Przewozy pasażerskie na linii w okresie 1909–1938 |
| Rok                                               | L. pasażerów [pas./rok]                           |
| ------------------------------------------------- | ------------------------------------------------- |
| 1909                                              | 271 488                                           |
| 1911                                              | 322 000                                           |
| 1927                                              | 350 000                                           |
| 1938                                              | 355 719                                           |

Przewozy pasażerskie na linii na początku eksploatacji miały głównie charakter lokalny, ale odbywał się też duży ruch turystyczny. W 1909 przewieziono ponad 270 tys. podróżnych. Liczba ta się zwiększała i dwa lata później przekroczyła 300 tys., a w 1927 ok. 350 tys. pasażerów rocznie. Liczba ta utrzymywała się na podobnym poziomie do wybuchu II wojny światowej. 2 kwietnia 2000 do Karpacza przybył ostatni rozkładowy pociąg pasażerski, a linię zamknięto.
| Okres     | Liczba par połączeń | Średni czas przejazdu | Średnia prędkość handlowa [km/h] | Źródła |
| --------- | ------------------- | --------------------- | -------------------------------- | ------ |
| 1899      | 7                   | 0:25                  | 16                               | [ 52 ] |
| 1918      | 3                   | 0:24                  | 17                               | [ 53 ] |
| 1937      | 12                  | 0:14                  | 29                               | [ 54 ] |
| 1946/1947 | 3                   | 0:23                  | 18                               | [ 55 ] |
| 1966/1967 | 6                   | 0:14                  | 29                               | [ 56 ] |
| 1980/1981 | 4                   | 0:18                  | 23                               | [ 57 ] |
| 1990/1992 | 4                   | 0:18                  | 23                               | [ 58 ] |
| 1999/2000 | 4                   | 0:25                  | 16                               | [ 59 ] |

### Przewozy pasażerskie
Pierwsze rozkładowe pociągi na trasie pojawiły się 1 lipca 1895. W pierwszym okresie kursowało 11 par pociągów na odcinku Mysłakowice – Karpacz i dwie na skróconej relacji Mysłakowice – Miłków. W 1899 liczbę połączeń zmniejszono do 7 par na całej trasie i do 2 na skróconym odcinku. W późniejszym okresie zwiększała się liczba par połączeń, gdzie w 1911 w dni wolne kursowało 16 par pociągów.
Kolejka Karkonoska ściśle współpracowała z kolejami państwowymi. Polegało to na prowadzeniu bezpośrednich wagonów z Jeleniej Góry, które odłączano na stacji w Mysłakowicach. Z drugiej strony problemem stanowiło brak korzystnego skomunikowania z pociągami w Jeleniej Górze.
Podczas I wojny światowej tymczasowo ograniczono liczbę połączeń do 3 par, a w późniejszym okresie wrócono do 6-7 par na całej trasie. W 1931 w sezonie letnim kursowało już 14 par pociągów osobowych.
Po elektryfikacji linii w 1934 pociągi kursowały bezpośrednio na odcinku Jelenia Góra – Karpacz. Od 1937 kursowały też składy na trasie Wrocław – Jakuszyce/Karpacz, które rozłączano w Jeleniej Górze.
Ruch planowych pociągów uzupełniały pociągi specjalne. W latach 30. XX w. były to m.in. składy prowadzone parowozami w ramach akcji społecznych Niemieckiego Frontu Pracy.
Po przejęciu linii przez Polskie Koleje Państwowe odcinek ten do końca eksploatacji miał charakter lokalny. Średnio kursowało 3-6 par pociągów na dobę. Epizodycznie na linii pojawiały się pociągi międzynarodowe z NRD, a na początku lat 90. XX w. także połączenia Lubuskiej Kolei Regionalnej z Czerwieńska.
Na linii po II wojnie światowej również organizowano przejazdy specjalne. Jednym z nich był pociąg relacji Cottbus – Karpacz – Cottbus, który kursował 26 lutego 2000, zorganizowany przez Klub Miłośników Kolei Parowej z Cottbus, zestawiony na terenie Polski z lokomotywy Ty42 i trzech wagonów osobowych.

### Przewozy towarowe
Linia kolejowa nr 340 do połowy lat 80. XX w. była eksploatowana przez pociągi towarowe, a do ok. 1998 sporadycznie podstawiano wagony towarowe w Karpaczu. Kolejka Karkonoska nie posiadała taboru towarowego – towary były przewożone wagonami kolei państwowych (KPEV), a pierwotnie pociągi towarowe obsługiwały głównie papiernie w Miłkowie, Brzeziu i Karpaczu oraz zakłady drzewne w Brzeziu Karkonoskim. Kolejka zajmowała się zarówno przewozami materiałów i produktów do trzech papierni i tartaku, ale i też transportem produktów rolnych.
Przewozy towarowe w 1911 wynosiły 76,5 tys. ton, a w 1927 zmniejszyły się do 59 tys. ton. W 1938 przewieziono 40 040 ton towarów.

### Tabor
Na początku eksploatacji linii Kolejka posiadała dwa parowozy typu T 3, które nosiły nazwy Rübezahl (Liczyrzepa) i Prinz Handjery, a także 4 wagony 2. i 3. klasy, które miały powiększone okna ze względu na nastawienie pociągów dla turystów oraz 2 wagony pocztowo-bagażowe. W 1901 dokupiono trzecią lokomotywę typu T 3 (Arnsdorf; pol. Miłków). W 1906 kupiono czwartą lokomotywę, typu Dn2t, a sprzedano pierwszy parowóz (Rübezahl). W 1912 zakupiono w firmie Borsig kolejny parowóz Dn2t, a w 1920 parowóz firmy Henschel. W 1922 odesłano na trasę Pietrowice Wielkie – Kietrz parowóz Prinz Handjery. W 1927 zakupiono dwa parowozy typu ELNA 6, a w 1929 trzeci taki parowóz. W 1927 Kolejka Karkonoska posiadała 8 wagonów osobowych.
| Cn2t (T3)     | 3 | Güstrow/Freudenstein | 1895–1934 |
| Dn2t          | 3 | Borsig/Henschel      | 1906–1934 |
| Dh2t (ELNA 6) | 3 | Henschel             | 1927–1935 |

Pierwsze rozkładowe pociągi elektryczne rozpoczęły eksploatację na linii 29 czerwca 1934. Pociągi te były złożone głównie z wagonów motorowych Baureihe ET 51 i zespołów trakcyjnych Baureihe ET 87, a pociągi pospieszne prowadzono zespołami trakcyjnymi Baureihe ET 25 i Baureihe ET 31.
Po II wojnie światowej tabor elektryczny wywieziono do ZSRR lub ewakuowano wcześniej do Niemiec. Pociągi elektryczne zastąpiły parowozy. Były to głównie lokomotywy Tr6, TKt2, a potem Ty2 i TKt48. W 1974 pojawiły się pierwsze lokomotywy spalinowe – SP45 – które kursowały na przemian z parowozami. Zastąpiły one je całkiem około 1984. Na linii do końca eksploatacji kursowały głównie SM42 i SP42, przeważnie z dwoma wagonami pasażerskimi.

## Dawne plany zagospodarowania linii

### Pierwsze koncepcje
W okresie 2005–2007 trwały działania gmin Podgórzyn, Mysłakowice i Karpacz z PKP o dzierżawę linii kolejowej z Jeleniej Góry do Karpacza za symboliczną kwotę, jednakże ze względu na wcześniejsze przejęcie końcowego przystanku wraz z dworcem przez Starostwo Powiatu Karkonoskiego dzierżawa linii nie doszła do skutku. W Planie Odnowy Miejscowości Karpacz na lata 2008–2015 rozważano możliwość wykorzystania linii dla uruchomienia autobusów szynowych.
We wrześniu 2008 pojawiła się koncepcja budowy ścieżki rowerowej wzdłuż linii, zaproponowana przez przewodniczącego sejmiku województwa dolnośląskiego Jerzego Pokój. Budowę ścieżki argumentowano tym, że nie ma problemu z dojazdem do Karpacza, a także w planach jest budowa obwodnicy Jeleniej Góry, natomiast po linii kolejowej – w opinii przewodniczącego – jeździłoby niewiele podróżnych, przez co koszty rewitalizacji linii miałyby być niewspółmierne do efektów jej reaktywacji. Budowa ścieżki rowerowej w miejsce torowiska, proponowana w opozycji dla reaktywacji ruchu kolejowego, miałaby być tańsza i przyczynić się do rozwinięcia turystyki rowerowej. Pomysłowi sprzeciwili się byli członkowie Izersko–Karkonoskiego Towarzystwa Kolarskiego ze względu na brak walorów turystycznych znajdujących się wzdłuż tej linii.
Stowarzyszenie Karkonoskie Drezyny Ręczne 17 października 2008 przedstawiło projekt rewitalizacji Kolejki Karkonoskiej, w tym linii Jelenia Góra – Karpacz/Kowary. Projekt ten zakładał rewitalizację linii kolejowych 308 i 340 o długości 46,6 km. Wyliczono, że Kolej Karkonoska mogłaby przewozić 160–200 tys. pasażerów rocznie. W celu realizacji tego projektu gminy położone wzdłuż omawianych linii kolejowych wystąpiły wspólnie do Ministra Infrastruktury o przejęcie torów. Ostatecznie nie doszło do realizacji tego projektu głównie ze względu na przekraczające możliwości samorządów koszty przedsięwzięcia oraz brak zainteresowania miasta Karpacza tym projektem.
W 2009 czeski zespół architektów opracował koncepcję budowy tunelu kolejowego o długości 4 km pod Śnieżką, który miałby łączyć Pec pod Sněžkou z Karpaczem. Tunel ten według koncepcji ma być częścią trasy Svoboda nad Upou – Pec pod Sněžkou – Špindlerův Mlýn/Karpacz. Szacowany koszt budowy wyniósłby około 2 miliardy złotych.

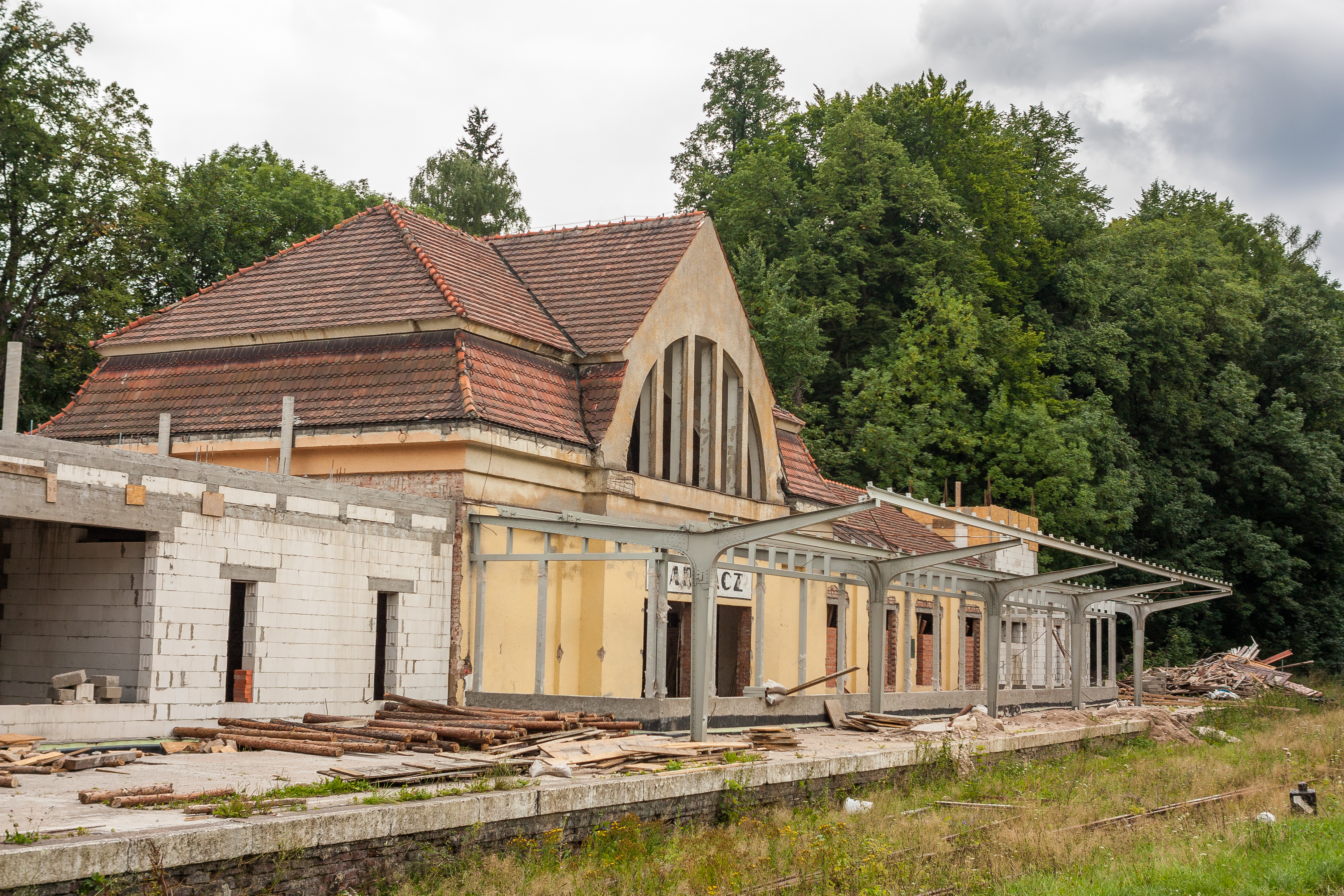
Dworzec kolejowy na przystanku Karpacz w trakcie modernizacji (2010)

Pod koniec 2009 samorząd Karpacza, po przejęciu budynku dworca, uzyskał fundusze unijne na remont obiektu. Przetarg na przebudowę dworca rozstrzygnięto w lutym 2010, a po przebudowie od 25 czerwca 2012 znajduje się tam nowa siedziba Muzeum Zabawek.
W Studium uwarunkowań i kierunków zagospodarowania przestrzennego Gminy Podgórzyn z 2011 roku sugerowano rozpatrzenie wykorzystania linii dla funkcji turystycznej w porozumieniu z innymi gminami, oraz ewentualnie utworzenie aktywnego muzeum kolejnictwa.
Do przebudowy linii na ścieżkę rowerową wrócono w 2011. W tym projekcie planuje się rozbiórkę torów przez gminy, na których leży omawiana linia i budowę szlaku rowerowego, który ma być częścią tzw. Pętli Karkonoskiej, łączącej Karpacz, Mysłakowice oraz Kowary. Pomysł został zaaprobowany przez Oddział Gospodarowania Nieruchomościami Polskich Kolei Państwowych pod warunkiem zachowania korytarza komunikacyjnego w przypadku przyszłej odbudowy linii kolejowej. Przeciwko temu pomysłowi zaprotestowało stowarzyszenie Zielone Mazowsze – zdaniem przedstawicieli rozbiórka zachowanej infrastruktury kolejowej jest w tym przypadku szkodliwa i zubaża infrastrukturę transportową.
Studium uwarunkowań i kierunków zagospodarowania przestrzennego miasta Karpacza z 2012 roku nie wspominało o zagospodarowaniu linii.
5 czerwca 2013 w Karpaczu odbyła się konferencja zamykająca projekt Śnieżka. Projekt ten miał na celu opracowanie koncepcji komunikacji pasażerskiej na trasie Bautzen – Jelenia Góra – Kamienna Góra na rzecz rozwoju turystyki w Euroregionie Nysa. Według tej koncepcji należy szczególnie rozważyć reaktywację omawianej linii, a także odcinka linii nr 308 Jelenia Góra – Kowary, gdyż odcinki te łączą miejscowości o znaczeniu turystycznym, a także stanowią ważne połączenia lokalne, o czym ma świadczyć rozbudowana oferta przewoźników autobusowych.

### Karkonoskie Drezyny Ręczne

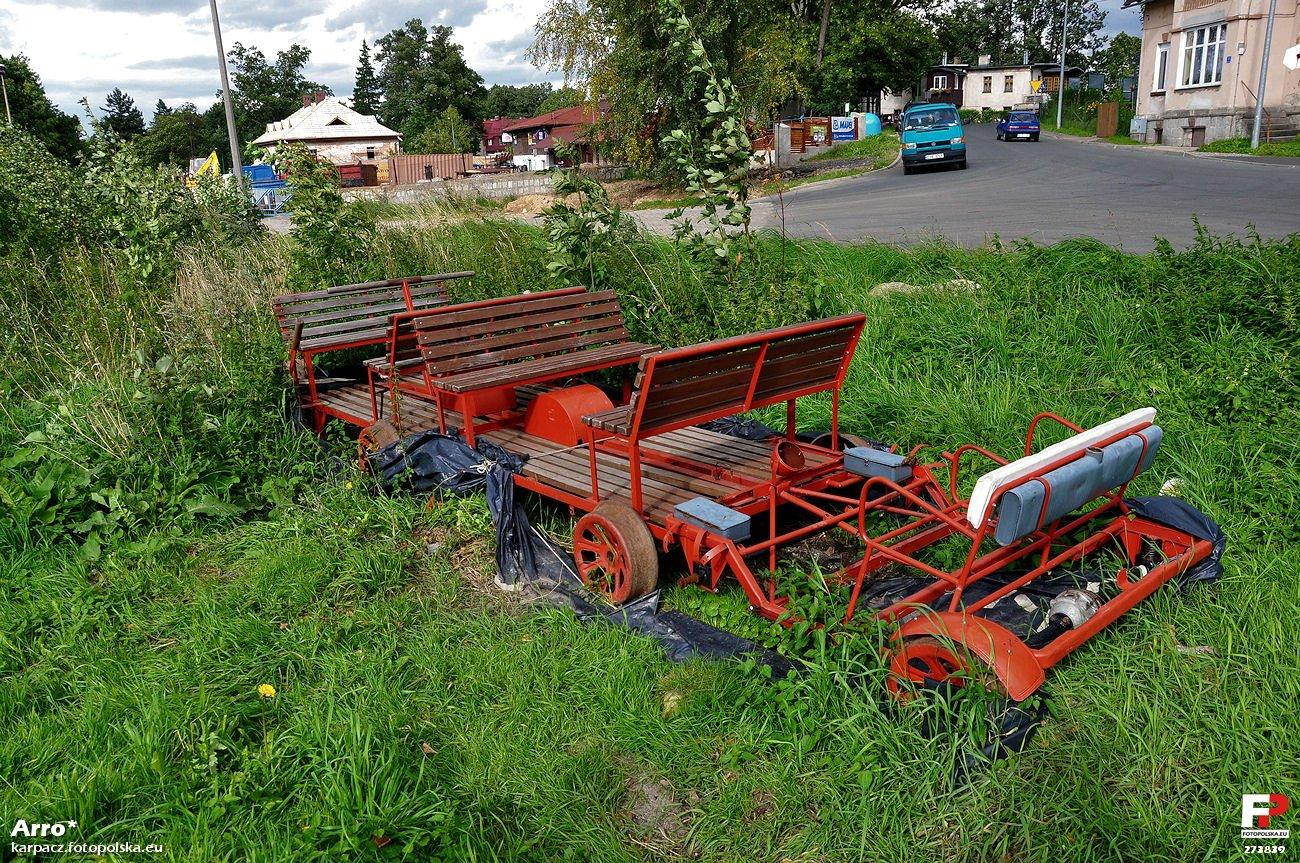
Drezyny, które były używane przez Karkonoskie Drezyny Ręczne

Od wiosny 2005 trwały starania dotyczące możliwości udostępnienie linii kolejowej i przejęcia dawnej stacji w Karpaczu. Rok później zainaugurowano projekt Karkonoskie Drezyny Ręczne, a na linii pojawiły się drezyny. Ideą KDR była rewitalizacja linii kolejowych 340 i 308 Jelenia Góra – Mysłakowice – Karpacz, a także koordynacja projektu rewitalizacji Kolejki Karkonoskiej wraz ze Związkiem Gmin Karkonoskich. Ta atrakcja cieszyła się dużym zainteresowaniem turystów i została ona wyróżniona w konkursie na najciekawszy produkt turystyczny 2006 roku. W 2008 doszło do ograniczenia działalności Karkonoskich Drezyn Ręcznych, gdyż samorząd Karpacza nie chciał wydzierżawić torowiska przebiegającego przez miasto i zaspawano wjazd do przystanku. Władze miasta argumentowały to tym, że należy dokonać rewitalizacji całego odcinka, a po linii powinny jeździć nie drezyny, ale normalne pociągi. Dodatkowo władze miasta chciały przejąć od starostwa budynek dworca. Od tego czasu drezyny kursowały jedynie na terenie stacji Karpacz. Drezyny z Karpacza po raz drugi zostały usunięte w 2010, kiedy to teren przystanku został wydzierżawiony przez gminę Karpacz i ze względu na rozpoczęte tam prace budowlane nie powinny odbywać się tam żadne przedsięwzięcia. KDR zakończyła swoją działalność w 2013.
Drezyny dawniej wznowiły sezonowy turystyczny ruch drezynowy w obrębie stacji w Karpaczu (w sezonie letnim – lipiec, sierpień – codziennie, w maju, czerwcu i wrześniu – w weekendy).